# 튀르키예의 소리
튀르키예의 소리(Voice of Türkiye, 튀르키예어: Türkiye'nin Sesi Radyosu)는 튀르키예의 국제방송이다. 1937년 1월 8일 개국되었다. 전 세계를 향해 단파로 26개 언어로 방송한다.

## 방송 언어
| - 독일어 - 알바니아어 - 아랍어 - 아제르바이잔어 - 보스니아어 - 불가리아어 - 크로아티아어 - 중국어 - 페르시아어 - 프랑스어 | - 조지아어 - 영어 - 스페인어 - 이탈리아어 - 카자흐어 - 키르기스어 - 헝가리어 - 마케도니아어 - 우즈벡어 - 루마니아어 | - 러시아어 - 세르비아어 - 타타르어 - 투르크멘어 - 우르두어 - 그리스어 |

## 같이 보기
- 튀르키예 라디오 텔레비전 공사